# Усіктас
Усікта́с (каз. Үсіктас) — село у складі району Байдібека Туркестанської області Казахстану. Входить до складу Алгабаського сільського округу.
У радянські часи село називалось Єсіктас.
Населення — 22 особи (2021; 54 у 2009, 197 у 1999, 218 у 1989).